# 카페 알파
《Cafe 알파》(원제: 《ヨコハマ買い出し紀行》. 요코하마 장보기 기행)는 일본의 만화가 아시나노 히토시가 고단샤의 월간 애프터눈에 연재한 만화이다. 1994년 4월호에 처음 실렸으며, 2006년 2월호를 마지막으로 모두 140회가 연재되었다. 단행본은 14권으로 발매되었으며, 라디오 드라마와 OVA로도 제작되었다.